# Canton d'Angers-5
Le canton d'Angers-5 est une circonscription électorale française du département de Maine-et-Loire.

## Histoire
Le canton d'Angers-V a été créé par décret du 23 juillet 1973 redécoupant les cantons d'Angers-Est, Angers-Sud, Angers-Ouest et Angers-Nord en sept cantons.
Il est supprimé par le décret du 23 janvier 1985 réorganisant les cantons d'Angers.
Un nouveau découpage territorial de Maine-et-Loire entre en vigueur à l'occasion des élections départementales de 2015. Il est défini par le décret du 26 février 2014, en application des lois du 17 mai 2013 (loi organique 2013-402 et loi 2013-403). Les conseillers départementaux sont, à compter de ces élections, élus au scrutin majoritaire binominal mixte. Les électeurs de chaque canton élisent au Conseil départemental, nouvelle appellation du Conseil général, deux membres de sexe différent, qui se présentent en binôme de candidats. Les conseillers départementaux sont élus pour 6 ans au scrutin binominal majoritaire à deux tours, l'accès au second tour nécessitant 12,5 % des inscrits au 1er tour. En outre la totalité des conseillers départementaux est renouvelée. Ce nouveau mode de scrutin nécessite un redécoupage des cantons dont le nombre est divisé par deux avec arrondi à l'unité impaire supérieure si ce nombre n'est pas entier impair, assorti de conditions de seuils minimaux. En Maine-et-Loire, le nombre de cantons passe ainsi de 41 à 21. Le canton d'Angers-5 est recréé par ce décret.
Il est formé d'une fraction d'Angers et de communes des anciens cantons de Tiercé (4 communes), d'Angers-Nord (1 commune) et d'Angers-Nord-Est (1 commune). Il est entièrement inclus dans l'arrondissement d'Angers. Le bureau centralisateur est situé à Angers.

## Composition

### Composition de 1973 à 1985
Lors de sa création, le canton d'Angers-V était composé de la portion de territoire de la ville d'Angers déterminée par la rive gauche de la Maine de la place Molière à la limite de la ville d'Angers avec la commune de Sainte-Gemmes-sur-Loire, le chemin bas et le chemin haut de la Baumette, le chemin du Hutreau, le chemin de la Censerie, le chemin du Bois-Brillouse, le chemin du Frémureau, le chemin du Grand-Douzillé (point kilométrique 2,140 du chemin départemental 312), l'avenue Maurice-Tardat non comprise, la rue de Létanduère non comprise, le boulevard de Strasbourg non compris, la rue de Frémur du numéro 73 à la fin et du numéro 74 à la fin, la rue Fulton non comprise, le pont Noir et l'axe de la tranchée S. N. C. F. de la ligne Nantes—Angers jusqu'à la gare Saint-Laud, le carrefour rue de Bel-Air rue de Brissac, une ligne ne correspondant à aucune voie publique et joignant le carrefour des rues de Bel-Air et de Brissac, d'une part, le carrefour des boulevards Foch et du Roi-René et des rues du Haras et Paul-Bert, d'autre part, l'axe des voies ci-après : boulevard du Maréchal-Foch, rue Saint-Julien, rue de Montauban, rue d'Alsace depuis le carrefour de la rue de Montauban, place du Ralliement, rue de la Roë et place Molière.

### Composition depuis 2015
| Nom                            | Code Insee | Intercommunalité          | Superficie (km2) | Population (dernière pop. légale)                 | Densité (hab./km2) | Modifier                                    |
| ------------------------------ | ---------- | ------------------------- | ---------------- | ------------------------------------------------- | ------------------ | ------------------------------------------- |
| Angers (bureau centralisateur) | 49007      | CU Angers Loire Métropole | 42,71            | Fraction : 26 062 (2022) Commune : 157 555 (2022) | 3 689              | modifier les données · modifier les données |
| Briollay                       | 49048      | CU Angers Loire Métropole | 14,28            | 3 193 (2022)                                      | 224                | modifier les données · modifier les données |
| Cantenay-Épinard               | 49055      | CU Angers Loire Métropole | 16,10            | 2 397 (2022)                                      | 149                | modifier les données · modifier les données |
| Écouflant                      | 49129      | CU Angers Loire Métropole | 17,02            | 4 614 (2022)                                      | 271                | modifier les données · modifier les données |
| Écuillé                        | 49130      | CU Angers Loire Métropole | 12,55            | 661 (2022)                                        | 53                 | modifier les données · modifier les données |
| Feneu                          | 49135      | CU Angers Loire Métropole | 25,52            | 2 216 (2022)                                      | 87                 | modifier les données · modifier les données |
| Soulaire-et-Bourg              | 49339      | CU Angers Loire Métropole | 18,08            | 1 477 (2022)                                      | 82                 | modifier les données · modifier les données |
| Canton d'Angers-5              | 4905       |                           |                  | 40 620 (2022)                                     |                    | modifier les données                        |

Le canton d'Angers-5 comprend :
1. six communes entières,
2. la partie de la commune d'Angers située au nord d'une ligne définie par l'axe des voies et limites suivantes : depuis la limite territoriale de la commune d'Ecouflant, avenue Victor-Chatenay, avenue Pasteur, rue Emile-Blavier, rue de Jérusalem, rue Edouard-et-Renée-Cœffard, boulevard des Deux-Croix, rue Joseph-Cussoneau, avenue Montaigne, rue Pierre-Lise, boulevard Saint-Michel, boulevard Carnot, boulevard Ayrault, pont de la Haute-Chaîne, cours de la Maine, cours de la Mayenne, jusqu'à la limite territoriale de la commune de Cantenay-Epinard.

## Représentation

### Représentation de 1973 à 1985
| Période | Période | Identité       | Étiquette       | Qualité                                                                                    |
| ------- | ------- | -------------- | --------------- | ------------------------------------------------------------------------------------------ |
| 1973    | 1979    | Auguste Chupin | CD puis UDF-CDS | Pharmacien Sénateur (1974-1992)                                                            |
| 1979    | 1985    | André Lardeux  | RPR             | Professeur agrégé d'histoire Président du conseil général (1995-2004) Sénateur (2001-2011) |

### Représentation depuis 2015
| Période élective | Période élective | Mandat | Mandat                   | Identité                | Nuance | Nuance | Qualité                                                                                 |
| ---------------- | ---------------- | ------ | ------------------------ | ----------------------- | ------ | ------ | --------------------------------------------------------------------------------------- |
| 2015             | 2021             | 2015   | 2021                     | Sophie Foucher-Maillard |        | PS     | Enseignante à Angers, secrétaire départementale du PS du Maine-et-Loire                 |
| 2015             | 2021             | 2015   | février 2018 (démission) | André Marchand          |        | PS     | Maire de Briollay (2008-2020) Ancien conseiller général du Canton de Tiercé (2001-2015) |
| 2015             | 2021             | 2018   | 2021                     | Jean-Luc Poidevineau    |        | PS     | Educateur spécialisé, adjoint au maire d'Ecouflant                                      |
| 2021             | 2028             | 2021   | en cours                 | Jeanne Behre-Robinson   |        | DVD    | Adjointe au maire d'Angers, membre d'Agir puis d'Horizons                               |
| 2021             | 2028             | 2021   | en cours                 | Jean-François Raimbault |        | DVD    | Ancien cadre, maire de Soulaire-et-Bourg                                                |

### Résultats détaillés

#### Élections de mars 2015
À l'issue du 1er tour des élections départementales de 2015, deux binômes sont en ballottage : Sophie Foucher-Maillard et André Marchand (PS, 31,61 %) et Marc Cailleau et Caroline Fel (Union de la Droite, 22,52 %). Le taux de participation est de 48,43 % (11 981 votants sur 24 738 inscrits) contre 49,68 % au niveau départemental et 50,17 % au niveau national.
Au second tour, Sophie Foucher-Maillard et André Marchand (PS) sont élus avec 51,91 % des suffrages exprimés et un taux de participation de 47,26 % (5 596 voix pour 11 706 votants et 24 768 inscrits).

#### Élections de juin 2021
Le premier tour des élections départementales de 2021 est marqué par un très faible taux de participation (33,26 % au niveau national). Dans le canton d'Angers-5, ce taux de participation est de 28,78 % (7 398 votants sur 25 706 inscrits) contre 29,36 % au niveau départemental. À l'issue de ce premier tour, deux binômes sont en ballottage : Jeanne Behre-Robinson et Jean-François Raimbault (DVC, 54,09 %) et Anthony Guidault et Claire Schweitzer (Union à gauche avec des écologistes, 45,91 %).
Le second tour des élections est marqué une nouvelle fois par une abstention massive équivalente au premier tour. Les taux de participation sont de 34,36 % au niveau national, 30,37 % dans le département et 30,58 % dans le canton d'Angers-5. Jeanne Behre-Robinson et Jean-François Raimbault (DVC) sont élus avec 53,69 % des suffrages exprimés (3 965 voix pour 7 862 votants et 25 711 inscrits),,. 

## Démographie
En 2022, le canton comptait 40 620 habitants, en évolution de +2,26 % par rapport à 2016 (Maine-et-Loire : +2,12 %, France hors Mayotte : +2,11 %).
| 2013   | 2018   | 2022   |
| ------ | ------ | ------ |
| 39 083 | 40 179 | 40 620 |